# Arturo Ros

Arturo Pablo Ros Murgadas (Vinalesa, 10 de junio de 1964) es un profesor, filósofo, teólogo y sacerdote católico español, obispo de Santander, desde 2023. Fue obispo auxiliar de Valencia desde 2016 hasta 2023.

## Biografía
Arturo Pablo nació el 10 de junio de 1964, en el municipio español de Vinalesa, Valencia. Proviene de una familia de tradición católica. Hijo de Arturo Ros Llopis y Consuelo Murgadas; y su tío es el sacerdote Honorato Ros Llopis. Su abuelo fue el beato mártir Arturo Ros Montalt, que fue ejecutado en un horno de cal, durante la guerra civil española por pertenecer a Acción Católica.
Asistió al Colegio San Jaime Apóstol de Moncada.
Después de haber trabajado durante un largo periodo en la banca, descubrió su vocación religiosa. Realizó sus estudios eclesiásticos en el Seminario Metropolitano de Valencia, asistiendo a las clases de la Facultad de Teología «San Vicente Ferrer» (1987-1993), donde obtuvo el bachillerato y la licenciatura (2012) en Teología. Como seminarista, estuvo un tiempo en Santander.

### Sacerdocio
Fue ordenado diácono el 31 de octubre de 1992. Su ordenación sacerdotal fue el 29 de junio de 1993, en la catedral basílica de Valencia, a manos del arzobispo Agustín García-Gasco; incardinándose en la archidiócesis de Valencia.
Como sacerdote desempeñó los siguientes ministerios:
- Vicario parroquial de La Asunción, en Torrente (1993-1996).
- Párroco de San Vicente Ferrer y de Ntra. Sra. de la Buena Guía, en Valencia (1996-2000).
- Asistente-conciliario diocesano del movimiento Cursillos de Cristiandad (1996-2000).
- Miembro del Consejo Presbiteral (1998-2003; 2010-2016).
- Superior del Seminario Metropolitano de Valencia (2000-2005).
- Párroco de San Nicolás, en Requena; de Villar de Olmos y de El Rebollar; capellán de la Residencia de las Hermanitas de los Ancianos Desamparados (2005-2016).
- Miembro de la Comisión diocesana para el Clero.
- Párroco de El Salvador en Requena; de Campo Arcís, Los Isidros, Casas de Eufemia, Los Ruices, El Pontón y también de Los Pedrones, La Portera, Hortunas y la parroquia de Chera (2006-2016).
- Vicario episcopal de la Vicaria Territorial V (Liria, Requena, Ademuz) (2010-2016).[10][11]
- Miembro del Consejo de Pastoral (2010-2016).
- Profesor colaborador de Teología en el Instituto Diocesano de Ciencias Religiosas, en Ademuz y Requena (2012-2016).

## Episcopado

### Obispo auxiliar de Valencia

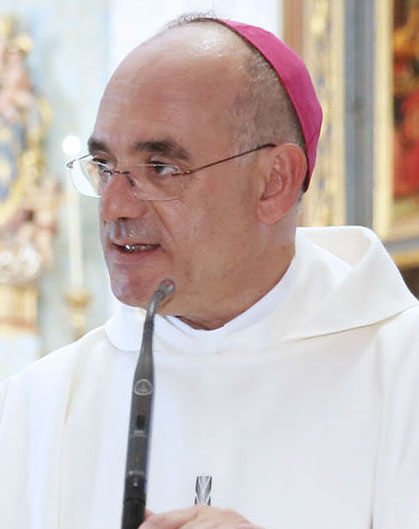
Ros en 2016.

El 27 de junio de 2016, el papa Francisco lo nombró obispo titular de Ursona y obispo auxiliar de Valencia. Fue consagrado el 3 de septiembre del mismo año, en la catedral basílica de Valencia, a manos del cardenal-arzobispo Antonio Cañizares.
Como lema escogió las penúltimas palabras que dijo su abuelo: «Afanyeu-se a perdonar», («Apresúrense a perdonar»; Properate ad veniam offerre en latín). De esta manera, no solo asumió la memoria familiar, sino que lo hizo como convicción y estilo de vida.
En la diócesis, le fue asignada la Vicaría general y la coordinación de la Vicaría para el Laicado, familia, vida, pastoral de la caridad y la evangelización de la juventud.
Cabe destacar que dentro de la Conferencia Episcopal Española (CEE), ha sido asignado como nuevo miembro de la Comisión Episcopal de Apostolado Seglar, a la cual se incorporó en el mes de noviembre de 2016. En marzo de 2020 es elegido Presidente de la Subcomisión Episcopal de Juventud e Infancia de la Conferencia Episcopal Española.

### Obispo de Santander
El 31 de octubre de 2023, fue nombrado obispo de Santander. Tomó posesión canónica el 16 de diciembre del mismo año, durante una ceremonia en la Catedral de Santander.

## Ancestros
| \| \| \| \| \| \| \| \| \| \| \| \| \| \| \| \| \| \| \| \| 4. Beato Arturo Ros Montalt \| \| \| \| \| \| \| \| \| \| \| \| \| \| \| \| \| \| \| \| \| \| \| \| \| \| \| \| \| \| \| \| \| \| \| \| \| \| \| \| \| \| \| \| \| \| \| \| \| \| \| \| \| \| 2. Arturo Ros Llopis \| \| \| \| \| \| \| \| \| \| \| \| \| \| \| \| \| \| \| \| \| \| \| \| \| \| \| \| \| \| \| \| \| \| \| \| \| \| \| \| \| \| \| \| \| \| \| \| \| \| \| \| \| \| 5. María Llopis Sirer \| \| \| \| \| \| \| \| \| \| \| \| \| \| \| \| \| \| \| \| \| \| \| \| \| \| \| \| \| \| \| \| \| \| \| \| \| \| \| \| \| \| \| \| \| \| \| \| \| \| \| \| \| \| 1. Arturo Pablo Ros Murgadas \| \| \| \| \| \| \| \| \| \| \| \| \| \| \| \| \| \| \| \| \| \| \| \| \| \| \| \| \| \| \| \| \| \| \| \| \| \| \| \| \| \| \| \| \| \| \| \| \| \| \| \| \| \| 3. Consuelo Murgadas \| \| \| \| \| \| \| \| \| \| \| \| \| \| \| \| \| \| \| \| \| \| \| \| \| \| \| \| \| \| \| \| \| \| \| \| \| \| \| \| \| \| \| \| \| \| \| \| \| \| \| \| |                              |  |  |  |  |  |  |  |  |  |  |  |  |  |  |  |
| |                              |  |  |  |  |  |  |  |  |  |  |  |  |  |  |  |
| | 4. Beato Arturo Ros Montalt  |  |  |  |  |  |  |  |  |  |  |  |  |  |  |  |
| |                              |  |  |  |  |  |  |  |  |  |  |  |  |  |  |  |
| |                              |  |  |  |  |  |  |  |  |  |  |  |  |  |  |  |
| | 2. Arturo Ros Llopis         |  |  |  |  |  |  |  |  |  |  |  |  |  |  |  |
| |                              |  |  |  |  |  |  |  |  |  |  |  |  |  |  |  |
| |                              |  |  |  |  |  |  |  |  |  |  |  |  |  |  |  |
| | 5. María Llopis Sirer        |  |  |  |  |  |  |  |  |  |  |  |  |  |  |  |
| |                              |  |  |  |  |  |  |  |  |  |  |  |  |  |  |  |
| |                              |  |  |  |  |  |  |  |  |  |  |  |  |  |  |  |
| | 1. Arturo Pablo Ros Murgadas |  |  |  |  |  |  |  |  |  |  |  |  |  |  |  |
| |                              |  |  |  |  |  |  |  |  |  |  |  |  |  |  |  |
| |                              |  |  |  |  |  |  |  |  |  |  |  |  |  |  |  |
| | 3. Consuelo Murgadas         |  |  |  |  |  |  |  |  |  |  |  |  |  |  |  |
| |                              |  |  |  |  |  |  |  |  |  |  |  |  |  |  |  |
| |                              |  |  |  |  |  |  |  |  |  |  |  |  |  |  |  |